# Joan Rowland
Joan Charlotte Rowland (* 7. Mai 1930 in Toronto, Ontario) ist eine kanadische Pianistin.

## Leben
Rowland erhielt zunächst Klavierunterricht bei Mona Bates in Toronto. Von 1940 bis 1946 studierte sie am Royal Conservatory of Music in Toronto und von 1952 bis 1956 beim Schönberg-Schüler Eduard Steuermann an der Juilliard School of Music in New York City.
Im Jahr 1942 gab sie ihr Debüt mit dem Toronto Symphony Orchestra unter der Leitung von Sir Ernest MacMillan. Als Solistin trat sie danach in Nordamerika und Europa auf. Außerdem spielte sie für die Canadian Broadcasting Corporation, tourte mit dem Columbia Canadian Trio (mit Betty-Jean Hagen (Violine) und William Hossack (Violoncello)) und den Reginald Kell Players (mit Reginald Kell (Klarinette), Melvin Ritter (Violine), Aaron Shapinsky (Violoncello)) und konzertierte u. a. mit dem Staatsorchester Wiesbaden, dem Mozarteumorchester Salzburg, dem Mozart Festival Orchestra, der San Francisco Symphony und dem Buffalo Philharmonic Orchestra. 1954 gewann sie im Rahmen der Internationalen Ferienkurse für Neue Musik in Darmstadt den Kranichsteiner Musikpreis (Klavier) und 1955 den Mozart-Klavierwettbewerb in Salzburg.
Später studierte sie Englische Literatur an der Columbia University in New York City. Von 1981 bis 1995 trat sie mit Karl Ulrich Schnabel im Piano Duo Schnabel auf. Zuletzt unterrichtete sie an der Manhattan School of Music in New York City.
Sie ist seit 1956 mit einem Thornton verheiratet und Mutter dreier Kinder.